# بايبر ماريو: كولر سبلاش
بايبر ماريو: كولر سبلاش (بالإنجليزية: Paper Mario: Color Splash)‏ هي لعبة فيديو تقمص أدوار صدرت عام 2016، تم تطويرها بواسطة إنتيليجنت سيستمز ونشرتها نينتندو لجهاز الـ وي يو. إنها اللعبة الخامسة في سلسلة بايبر ماريو، وهي جزء من سلسلة سوبر ماريو الكبيرة. تتبع القصة بطل الرواية ماريو وهيوي، في سعيهما لاستعادة النجوم الستة الكبار وإنقاذ الأميرة بيتش من باوزر.
جاءت فكرة اللعبة ذات الطابع الرسومي من أتسوشي إيسانو، مدير إنتيليجنت سيستمز. تم تطوير اللعبة للاستفادة من عتاد جهاز وي يو، مثل الـ جيم باد. قام فريق التطوير بتطبيق نظام قتال قائم على البطاقة للاستفادة من شاشة اللمس في الجيم باد لفرز البطاقات وطلائها ونقرها. ركز الفنانون بشدة على جعل نسيج الورق داخل اللعبة يبدو واقعيًا قدر الإمكان. تم إصدار اللعبة في جميع أنحاء العالم في أكتوبر 2016.
عند الكشف عن اللعبة، قوبلت اللعبة بالجدل بسبب استمرار تنسيق النوع الذي تم تقديمه في بايبر ماريو: ستيكر ستار. ومع ذلك، عند الإصدار، تلقت اللعبة استقبالًا إيجابيًا بشكل عام من النقاد، وأشادوا برسومات اللعبة والموسيقى التصويرية والحوار المحسن. كما تم انتقاد نظام القتال وعدم تنوع الشخصيات.

## أسلوب اللعب
تحتوي اللعبة على عناصر من كل من أنواع المغامرات والأكشن وتقمص الأدوار، مما يكرر طريقة اللعب السابقة في اللعبة. يتحكم اللاعب في إصدار ثنائي الأبعاد من ماريو باستخدام وي يو جيم باد، ويستكشف عالم صناعة الورق المصمم ليبدو وكأنه مواد حرفية. هدف اللاعب هو استعادة الستة النجوم الملونة الكبرى المفقودة التي سرقها باوزر، والتي تحتل جميعها جزءًا مختلفًا من العالم. يجتاز اللاعبون المستويات من خلال خريطة العالم التي تحتوي على المستويات؛ الهدف من كل مستوى هو الوصول إلى نجمة التلوين الصغيرة. عند الوصول إلى نجمة التلوين الصغيرة لأول مرة، يفتح اللاعب إمكانية الوصول إلى مراحل جديدة. هناك العديد من النجوم الملونة الصغيرة في بعض المستويات.
في هذه المستويات، يمكن لـ ماريو جمع العناصر والعملات المعدنية، والتحدث إلى الشخصيات غير المشغلة (NPC)، وإكمال الألغاز وتحديات المنصات، والتشاور مع هيوي، حليف ماريو، للحصول على المساعدة. الجديد في اللعبة هو مطرقة الطلاء، التي يمكنها ملء البقع عديمة اللون الموجودة في جميع أنحاء العالم. عند ملء النقاط، يتم منح ماريو عناصر مثل العملات المعدنية. الطلاء مطلوب لاستخدام المطرقة، ويتوفر بألوان الأحمر والأزرق والأصفر، والتي يمكن الحصول عليها بضرب الأشياء بالمطرقة. يحدد نوع المنطقة التي يملأها المشغل اللون وكمية الطلاء المستخدم. إذا قام اللاعب بتجميع «قصاصات المطرقة»، فيمكنه زيادة الحد الأقصى من الطلاء الذي يمكنه حمله. يمكن للاعبين استخدام قدرة إضافية جديدة تسمى «الفصل» للوصول إلى المناطق التي يتعذر الوصول إليها في المستويات. لاستخدام القدرة، يتتبع اللاعب خطًا منقطًا على شاشة اللمس في الجيم باد، مما يتسبب في تقشر جزء من البيئة، وفضح الأسرار والمناطق الجديدة.
عند مواجهة عدو أثناء الاستكشاف، يدخل اللاعب في تسلسل معركة. اعتمادًا على كيفية اصطدام اللاعب بالعدو، قد يتمكن اللاعب أو العدو من الهجوم على الفور. نظام القتال في كولر سبلاش هو نظام قتال قائم على أساس الدور. يتم تمثيل هجمات اللاعب المحتملة بواسطة بطاقات يمكن للاعب إما جمعها من المستويات أو من الأعداء المهزومين، أو الشراء من المتاجر بعملة العملات المعدنية الموجودة في اللعبة. يمكن استخدام البطاقات لمهاجمة الأعداء أو منع الضرر أو شفاء ماريو، ويمكن طلاؤها لزيادة قوتهم. وهي تتراوح من هجمات القفز والمطرقة الأساسية إلى بطاقات «الأشياء» التي تشبه أشياء حقيقية، مثل مطفأة الحريق. يحدد نوع البطاقة مقدار الطلاء المراد استخدامه ولونه، وكذلك كيفية مهاجمة ماريو للعدو. يختار اللاعبون البطاقات ويرسمونها ويرتبونها باستخدام شاشة اللمس في الجيم باد. تتسبب هجمات العدو في إصابة اللاعب بالضرر. إذا فقد اللاعب كل نقاط HP الخاصة به، فسيؤدي ذلك إلى انتهاء اللعبة. إذا هزم اللاعب جميع الأعداء النشطين، فسيعود اللاعب إلى المستوى ويتم مكافأته بتشكيلة عشوائية من العملات المعدنية، والبطاقات، والطلاء، وقصاصات المطرقة.

## التقييم
باعت اللعبة 20894 نسخة في الأسبوع الأول من إطلاقها في اليابان،  في الشهر التالي باعت 37,093 نسخة. بحلول يوليو 2020، باعت اللعبة 63000 نسخة في اليابان.
| التقييم |             |
| --- | ----------- |
| مجموع النقاط المجموع نقاط ميتاكريتيك 76/100 نتائج المراجعة نشرة نقاط غيم إنفورمر 8.5/10 غيم سبوت 7/10 غيمز رادار جاينت بومب آي جي إن 7.3/10 نينتندو لايف 8/10 نينتندو ورلد ريبورت 9/10 بوليغون 6.5/10 شاك نيوز 6/10 يو إس غيمر 3.5/5 فنشر بيت 90/100 |             |
| مجموع النقاط |             |
| المجموع | نقاط        |
| ميتاكريتيك | 76/100      |
| نتائج المراجعة |             |
| نشرة | نقاط        |
| غيم إنفورمر | 8.5/10      |
| غيم سبوت | 7/10        |
| غيمز رادار | 3.5/5 stars |
| جاينت بومب | 2/5 stars   |
| آي جي إن | 7.3/10      |
| نينتندو لايف | 8/10        |
| نينتندو ورلد ريبورت | 9/10        |
| بوليغون | 6.5/10      |
| شاك نيوز | 6/10        |
| يو إس غيمر | 3.5/5       |
| فنشر بيت | 90/100      |

عند الإصدار، تلقت اللعبة تقييماً «إيجابيًا بشكل عام»، وفقًا لمجمع المراجعة ميتاكريتيك. أشاد المراجعون بأسلوب الفن والموسيقى التصويرية. وصف كونور ماكماهون من نينتندو لايف جزيرة بريزم بأنها بيئة متنوعة، مع «كمية لا حصر لها من الألحان الجذابة لإبقائك منشغلاً من البداية إلى النهاية»، بينما علق بن ريفز من غيم إنفورمر كيف أن «كل شبر من هذه البيئات تبدو وكأنها من متجر مستلزمات فنية». قارن أليكس دايل من يورو غيمر المشهد بأمثال كرة الثلج، وكيف أراد أن ينظر إلى اللعبة من كل زاوية. قال ميغيل كونسيبسيون من غيم سبوت إن الشخصيات لديها مجال واسع طيف من الشخصيات.
انتقد المراجعون نظام القتال  وإزالة نظام نقطة الخبرة (XP) الذي ظهر في ألعاب بايبر ماريو السابقة. دان ريكرت من قنبلة عملاقة لم يعجبه الطبيعة الدائرية للقتال، مشيرًا إلى كيفية استخدام البطاقات التي تمنح العملات المعدنية، والتي يمكن استخدامها لشراء المزيد من البطاقات. «مع وجود هذا النظام في مكانه، لماذا قد يرغب أي شخص في مواجهة عدو في الميدان؟»  وصف نقاد آخرون النظام بأنه بطيء ومبسط؛ وقالت كاتي مكارثي من بوليجون «شعرت أنها مهمة روتينية»  بينما أليكس أشار جونز من غيمز رادار إلى أن واجهة جيم باد مرهقة. كره العديد من المراجعين عدم وجود أنظمة التسوية، حيث صرح ريفز بأن القتال بلا هدف بدونها. لكن تيري شوارتز من آي جي إن وصفهم بأنهم «زر الفوز» في معارك الرؤساء. اتفق مكارثي وماكماهون على أن معابد روشامبو، المواقع التي تظهر طوال اللعبة، كانت في الأساس مزارع أموال.  كانت قدرة Cutout الجديدة هي تم انتقاده لكونه سيئ التنفيذ ومحبطًا، ولا يتم استخدامه إلا عند الضرورة.